# Јохан Прикс
Јохан Непомук Прикс (Беч, 6. мај 1836 — Рекавинкел, Доња Аустрија, 25 фебруар 1894) био је аустријски локални политичар и градоначелник Беча.

## Образовање и рана каријера
Прикс је студирао право на Универзитету у Бечу од 1854. до 1858. године, докторирао је 1861. године. Каријеру је почео као судски адвокат. 

## Градоначелник Беча
Од 1869. био је члан Бечког општинског већа (члан либералног Прогресивног клуба), а од 1882. заменик градоначелника. Од 1885. до смрти био је и члан Ландтага Доње Аустрије. Дана 7. децембра 1889. изабран је за градоначелника Беча.
У децембру 1889. године, под Приксом, срушен је зид према 43 предграђа града на десној обали Дунава. Ово је био први корак ка ширењу Беча према предграђима, о чему је одлучено 1890. године. Поред бечких округа од бројева1 до 10, додати су и добро насељени окрузи под бројевима 11 до 19. Тако се град Беч знатно проширио. Године 1891, Прикс је постао први бечки градоначелник који је на изборима дао право гласа становништву у новим бечким окрузима. Тада је право гласа важило само за мушкарце; до општег, једнаког права гласа за оба пола прошло је још скоро 30 година.
Током Приксовог мандата као градоначелника, Беч се нашао усред турбулентног урбаног развоја: царски двор је наредио изградњу два велика дворска музеја на Тргу Марије Терезије, који су отворени 1889. и 1891. године. Године 1892/1893. почела је изградња бечке градске железнице уз финансирање државе Цислајтаније, покрајине Доње Аустрије и града Беча. Градска железница је требала да значајно промени пејзаж града, да подстакне на стамбену високоградњу, те регулацију и продубљење корита реке Вин. 

## Смрт
Године 1893, на Приксов подстицај, одобрен је план грађевинске зоне и измењен грађевински код. Био је у конфликту са опозицијом коју је предводио Карл Лугер, па је поднео оставку у октобру 1893. након критика финансијских трансакција које Савет није одобрио. Прикс је реизабран неколико дана касније, али је умро од срчаног удара на излету три месеца након ових догађаја.
Неколико дана након Приксове неочекиване смрти, почело је договорено рушење зида између некадашње границе центра Беча и предграђа. Завршен је и проширен западни бечки појас, тј. пут између старог и нових бечких округа.
Његов велелепни почасни гроб на Средишњем бечком гробљу (група 14 А, број 55) пројектовао је Виктор Тилгнер. 1960. у Каграну (22. бечки округ) у близини Старог Дунава постоји улица Приксгасе иако за Приксовог живота данашњи 22. бечки округ није припадао граду Бечу.